# チョゴリザ
チョゴリザ(Chogolisa)は、パキスタンのカラコルム山脈にある山である。バルトロ氷河のコンコルディアの近くにある。チョゴリザにはいくつかの山頂があり、最も高い南西峰（チョゴリザI）は7,665mに達する。2番目に高い北東峰（チョゴリザII）は7,654mであり、1892年にマーティン・コンウェイがブライドピーク(Bride Peak)と名付けた。
1909年、ルイージ・アメデーオ・ディ・サヴォイア＝アオスタの率いるパーティが北側のベースキャンプ及び6,335mの高地キャンプから7,498mまで登攀した。悪天候のためそれ以上登ることはできなかったが、これは当時の登山における最高到達高度の記録となった。
1957年にヘルマン・ブールとクルト・ディームベルガーは、ブロード・ピークの登頂に成功した数週間後にチョゴリザに挑戦した。6月25日にキャンプIを発ち、北東峰から伸びる東稜6,706mのキャンプに到達した。6月27日に7300mに達したが、突然の雪嵐により後退を余儀なくされた。下山中に、ブールは巨大な雪庇を踏み抜いて北面のほぼ垂直な崖に滑落した。遺体はいまだ見つかっていない。
1958年、桑原武夫の率いる京都大学の探検隊がチョゴリザ2峰に初登頂、藤平正夫と平井一正が8月4日に頂上に立った。
チョゴリザ1峰への初登頂は、1975年8月2日にEduard Koblmuellerが率いるオーストリアの探検隊のFred PresslとGustav Ammererにより成し遂げられた。登頂中にKoblmuellerは雪庇を踏み抜き、ブールと同じ運命を辿りかけたが、幸運なことに仲間がロープで引っ張り上げることができた。

## メディア
- 「花嫁の峰 チョゴリザ」 - 京都大学隊の北東峰初登頂の記録映画、1959年制作。